# Atsushi Mekaru
Atsushi Mekaru (Okinawa, 3 de abril de 1985) es un jugador de balonmano japonés que juega de central en el Hokuriku Electric Power Blue Thunder japonés. Es internacional con la Selección de balonmano de Japón.
La mayoría de su carrera la ha disputado en Hungría.

## Clubes
- Nyíregyháza
- Balmazújvárosi
- Mezökövesdi KC ( -2016)
- BM Puente Genil (2016-2017)
- Hokuriku Electric Power Blue Thunder (2017- )